# Chorobyczi
Chorobyczi (ukr. Хоробичі) – wieś na Ukrainie, w obwodzie czernihowskim, w rejonie czernihowskim. W 2023 roku liczyła 402 mieszkańców.
Pierwsza wzmianka o miejscowości pochodzi z 1153 roku. Znajduje tu się stacja kolejowa Chorobyczi, położona na linii Bachmacz - Homel.